# Villa Gerini (Borgo San Lorenzo)

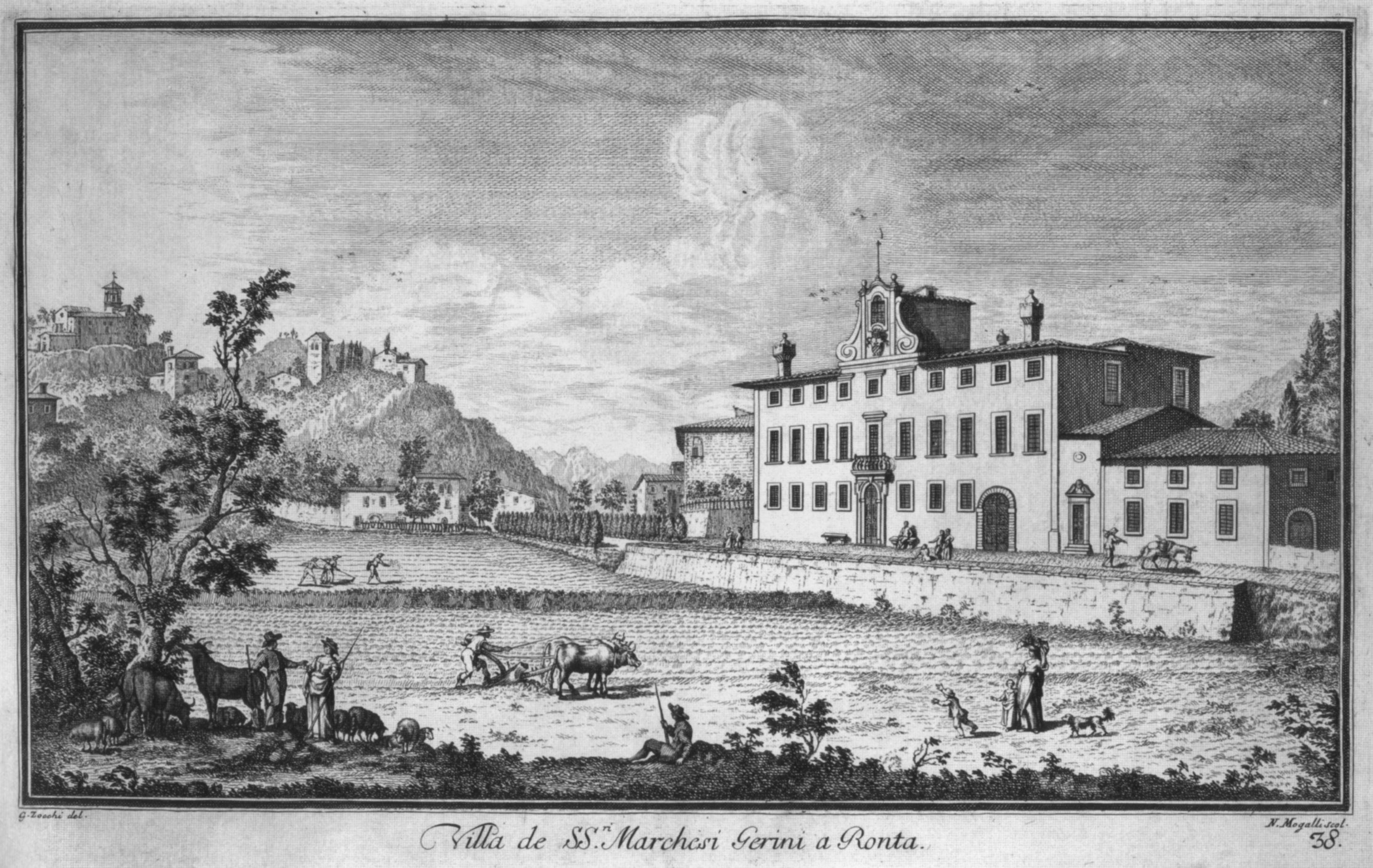
La villa in un'incisione del 1744 di Giuseppe Zocchi

Villa Gerini  si trova a Borgo San Lorenzo, in località Ronta.

## Storia e descrizione
Circondata dall'aperta campagna, la villa nacque come fattoria nei possedimenti dei marchesi Gerini. Fu ampliata nel Settecento e in seguito passò in dote ai Sacchetti, i quali poi la vendettero ai proprietari attuali.
Il complesso ha una pianta rettangolare, a cui si affiancano alcuni locali da fattoria e la cappella, attorno a un piazzale. Situata su un terrapieno, pare che non abbia mai avuto un giardino.
La facciata è semplice, con un portale in pietra sormontato da balcone in ferro battuto e conclusa, in alto, da un'altana con volute, tipicamente settecentesca, dove spicca lo stemma Gerini (tre catene verticali sormontate da un corno da caccia).